# Fort de Bahla
El fort de Bahla (àrab: قلعة بهلاء, qalʿat Bahlāʾ) és una de les quatre fortaleses històriques als peus del djebel Akhdar, a la ciutat de Bahla, a la zona més elevada d'Oman. Fou inscrit el 1987 a la llista del patrimoni mundial de la UNESCO.
Fou construït entre el segle xiii i el segle xiv per la tribu dels Banu Nabhan, que van dominar la regió de l'oasi on es van imposar a altres clans des del segle xii fins al final del segle xv. L'edifici és de tova o maó cru amb fonaments de pedra. Les torres tenen una alçada de 55 metres i a la cantonada sud-oest es troba la mesquita, que té un mihrab del segle xiv. El fort de Bahla, juntament amb les fortaleses properes de Nizwa i Izki, així com la de Rustaq, més al nord, van ser el centre de la resistència kharigita als dictàmens i directrius establerts pel califa Harun ar-Raixid.
L'edificació mai fou restaurada des de la construcció fins a l'any 1987, fet que ocasionà danys a les parets, sobretot deguts a les pluges estacionals. Era coberta per bastides i tancada al turisme des de feia molts anys. L'any següent a la declaració com a Patrimoni de la Humanitat, el 1988, va ser catalogat en la llista del Patrimoni de la Humanitat en perill. Els treballs de restauració es van començar en la dècada dels 1990 i van finir el 1999. Des de l'any 2004 es considera fora de perill.

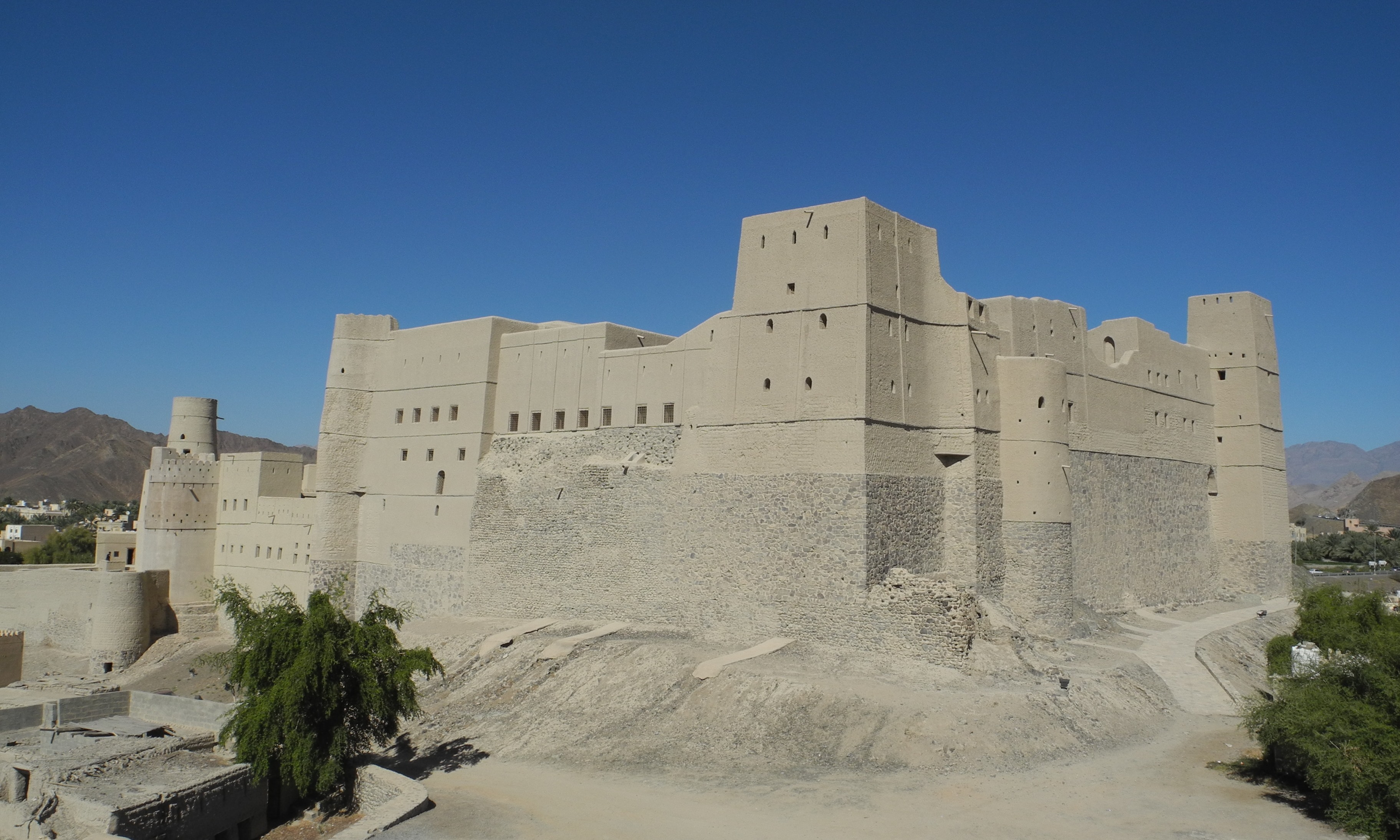
Vista general del fort, per la part posterior
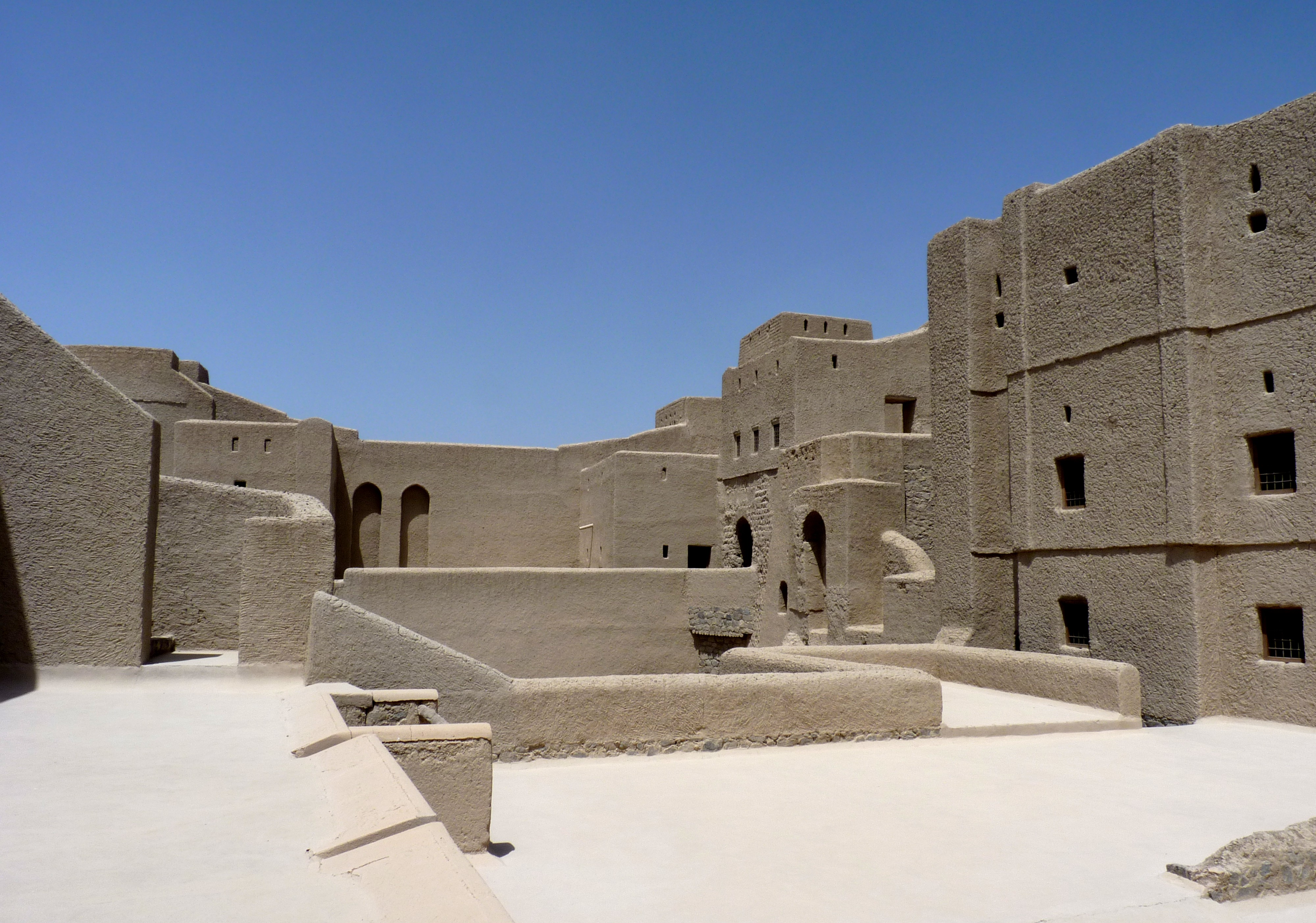
Vista del pati interior
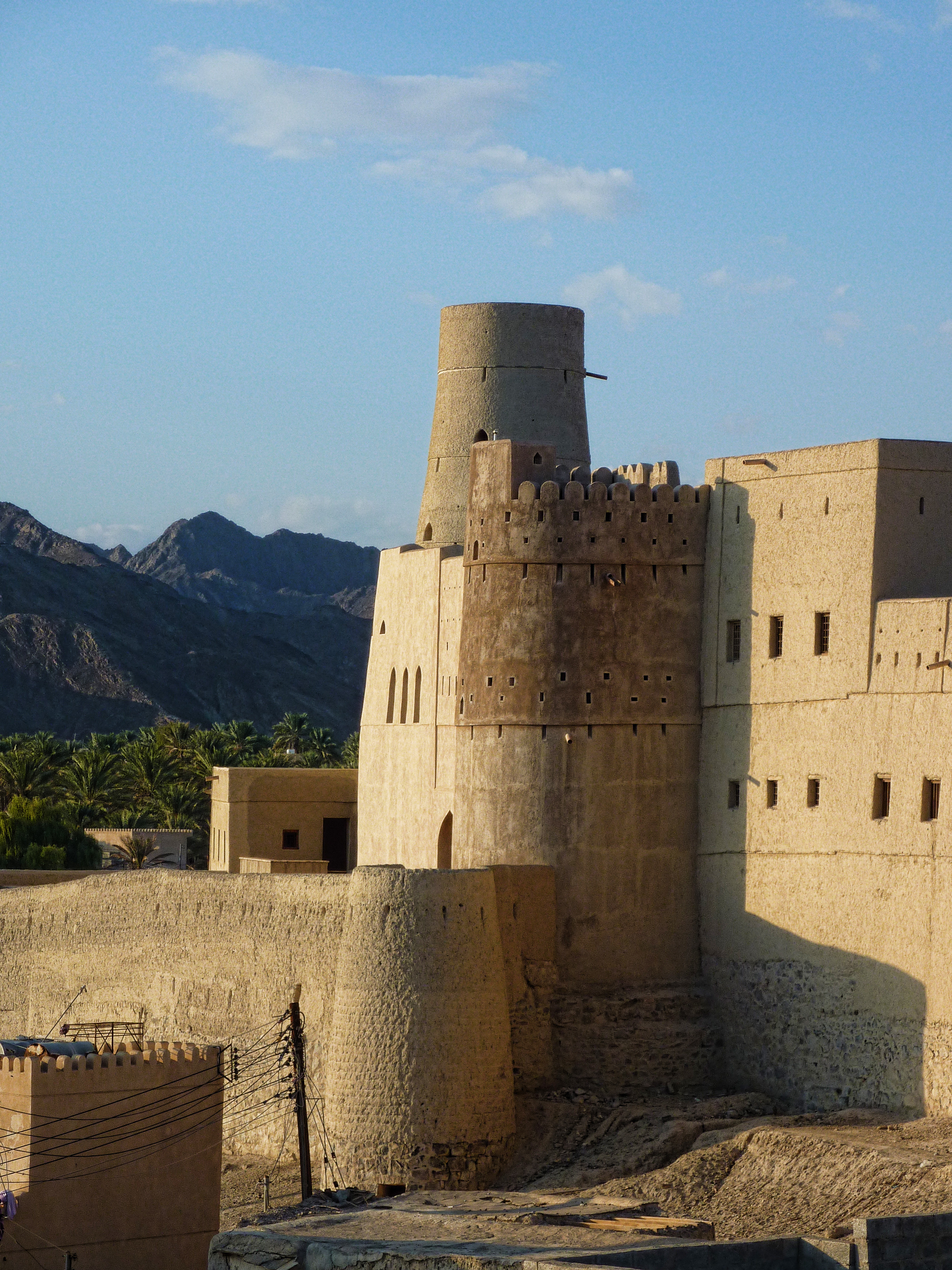
detall d'una de les cantonades